# Entomophthora syrphi
Entomophthora syrphi är en svampart som beskrevs av Giard 1888. Entomophthora syrphi ingår i släktet Entomophthora och familjen Entomophthoraceae.   Inga underarter finns listade i Catalogue of Life.